# Beata Tadla

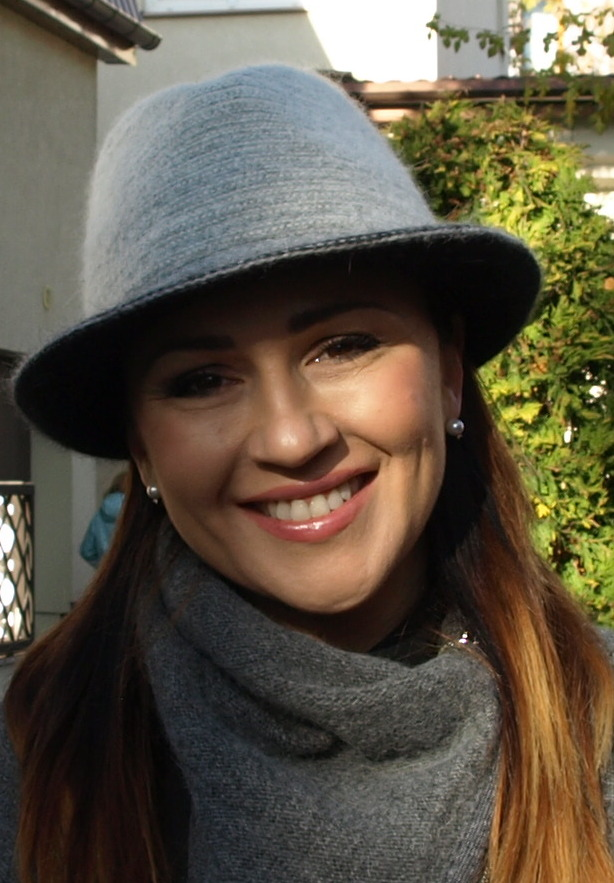
Beata Tadla w 2016 roku

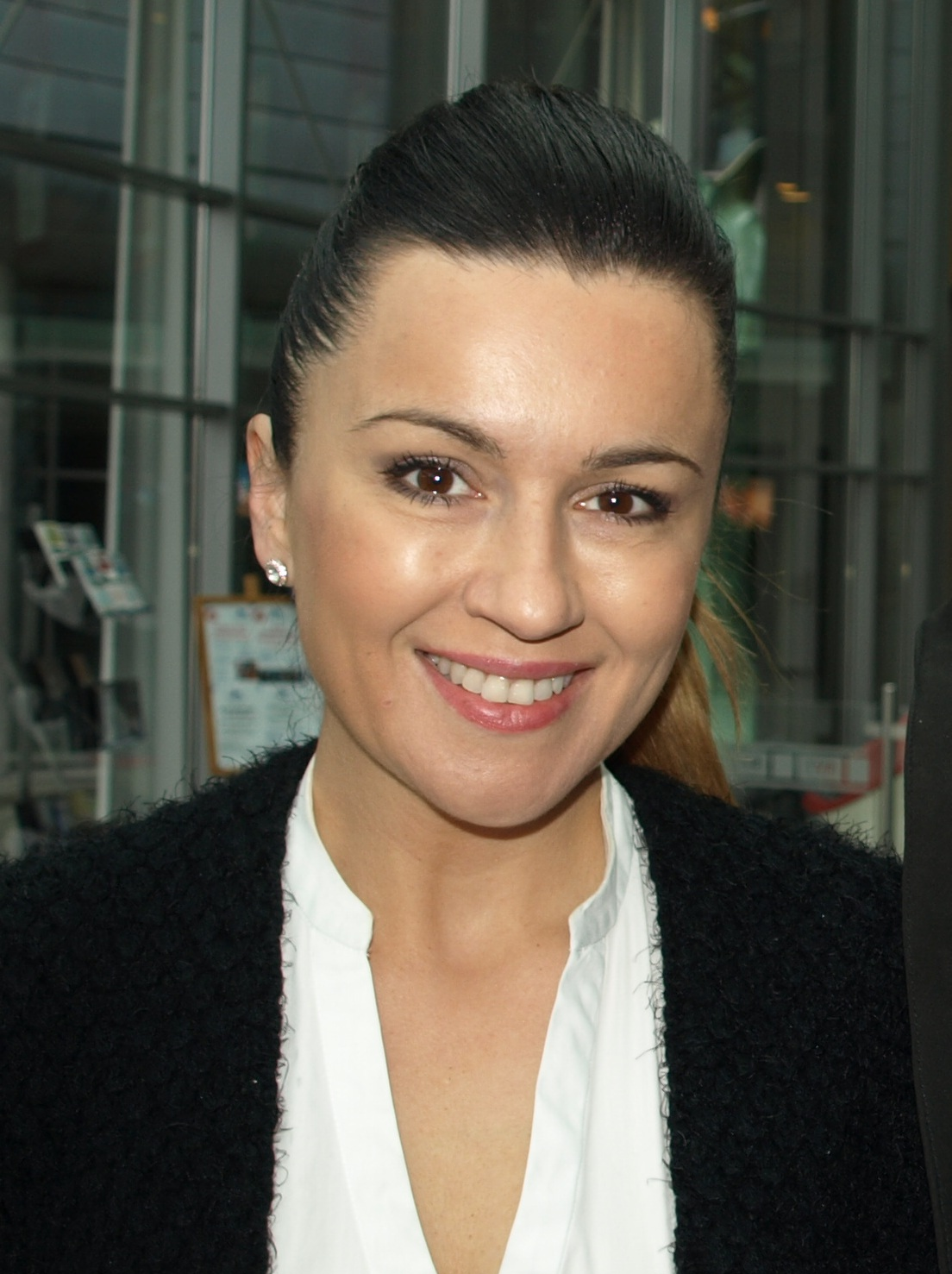
Beata Tadla w 2014 roku

Beata Edyta Tadla (ur. 14 czerwca 1975 w Legnicy) – polska dziennikarka radiowa i telewizyjna oraz prezenterka telewizyjna. 

## Życiorys
Jest córką Ireny i Stanisława Tadlów, nauczycielki i kierownika magazynu opakowań. Wychowała się w Legnicy, gdzie ukończyła I Liceum Ogólnokształcące im. Tadeusza Kościuszki. W 1991 zaczęła pracować w lokalnym Radiu Legnica. 3 września 1992 zagrała Nutelię, damę dworu w sztuce Miss baśni i bajek (reż. Krzysztof Gradowski) w Centrum Sztuki – Teatrze Dramatycznym w Legnicy. Ukończyła szkołę muzyczną w klasie fortepianu oraz studia na kierunku kulturoznawstwo i zarządzanie instytucjami kultury na Uniwersytecie im. Adama Mickiewicza w Poznaniu, a także studia podyplomowe w zakresie kształcenia głosu i mowy na Uniwersytecie Humanistycznospołecznym w Warszawie.
W trakcie studiów była reporterką i redaktorką warszawskich rozgłośni: Eska, Super FM i Plus, a także rozpoczęła pracę w telewizji – debiutowała na antenie TV Puls. W sierpniu 2004 została prezenterką TVN Style, gdzie do 2006 prowadziła magazyn Klub młodej mamy. Od 13 października 2005 do 27 kwietnia 2012 związana była z redakcją TVN24 – początkowo przygotowywała reportaże emitowane w serwisie informacyjnym Dzień na żywo, następnie prowadziła program, z czasem została też prowadzącą serwisy: Magazyn 24 godziny, Fakty po Faktach i Fakty po południu, a od 6 października 2007 do 22 kwietnia 2012 współprowadziła weekendowe wydania Faktów w TVN. Równocześnie z działalnością dziennikarską, w 2008 była lektorką w filmie dokumentalnym Moje Camino, 31 marca 2012 wystąpiła na scenie Teatru Syrena w premierowym spektaklu Trójka do potęgi w reżyserii Wojciecha Malajkata i zaśpiewała gościnnie w piosence Karp 2012.
Od 6 listopada 2012 do 3 stycznia 2016 była gospodynią głównego wydania Wiadomości. Od września 2013 do stycznia 2016 prowadziła w TVP Info program Dziś wieczorem, a od grudnia 2012 do czerwca 2013 prowadziła poniedziałkowe wydania porannego programu TVP1 Kawa czy herbata?. Równocześnie angażowała się w kolejne aktorskie projekty: w 2013 wystąpiła w roli prezenterki w spektaklu telewizyjnym Bezdech, w 2014 pojawiła się gościnnie w serialu Barwy szczęścia oraz wystąpiła w serialu dokumentalnym Ocalony świat, a w 2016 zagrała gościnnie w serialu Pakt. Od 9 listopada 2016 do 30 listopada 2018 współprowadziła serwis informacyjny Nowa TV – 24 godziny. W 2017 pojawiła się w serialu Wataha. Wiosną 2018 w parze z Janem Klimentem zwyciężyła w finale ósmej edycji programu rozrywkowego Dancing with the Stars. Taniec z gwiazdami.
Od stycznia 2019 współpracuje z Radiem Zet, dla którego prowadzi audycje To właśnie weekend i Zet jak związki, a w przeszłości także program StereoTYP. Od lutego do lipca 2019 współprowadziła program Bez ograniczeń w Superstacji. Od marca 2020 do 30 stycznia 2024 była jedną z prowadzących program internetowy Onet Rano. Współpracowała także jako wykładowca z Instytutem Dziennikarstwa i Komunikacji Społecznej Uniwersytetu Wrocławskiego. W lutym 2024 powróciła po ośmiu latach do Telewizji Polskiej, gdzie od 3 lutego tego samego roku współprowadzi (z Tomaszem Tylickim) Pytanie na śniadanie w TVP2.

## Życie prywatne
Jej pierwszym mężem był sierżant Wojska Polskiego, którego poślubiła, mając niecałe 20 lat. W latach 2001–2014 jej mężem był dziennikarz Radosław Kietliński, z którym ma syna, Jana (ur. 2001). W latach 2013–2018 pozostawała w nieformalnym związku z prezenterem telewizyjnym Jarosławem Kretem, a ich rozstanie było szeroko komentowane przez ogólnopolską prasę. W 2021 wyszła za Michała Cebulę, wiceprezesa zarządu ds. pracowniczych w spółce skarbu państwa Enea Operator.

## Publikacje
| Książki |                                                             |                   |                         |
| Rok     | Tytuł                                                       | Data wydania      | Wydawnictwo             |
| 2009    | Pokolenie '89, czyli dzieci PRL-u w wolnej Polsce           | 11 grudnia 2009   | Burda Publishing Polska |
| 2011    | Kto pyta nie błądzi. Rozmowy wielkich i niewielkich         | 4 maja 2011       | Zwierciadło             |
| 2011    | Niedziela bez Teleranka: 13 grudzień                        | 9 listopada 2011  | Zwierciadło             |
| 2016    | Czego oczy nie widzą: opowieści z życia (poza)telewizyjnego | 22 listopada 2016 | Dom Wydawniczy Rebis    |

## Nagrody i wyróżnienia
W 2009 zajęła trzecie miejsce w plebiscycie Mistrz Mowy Polskiej w kategorii Vox Populi. W 2010 otrzymała w tym samym plebiscycie tytuł Mistrza Mowy Polskiej. W 2013 została uznana za „najlepiej ubraną kobietę mediów”. W 2018 zwyciężyła w plebiscycie magazynu „Party” w kategorii „debiut roku”.